# Saint-Nazaire-des-Gardies
Saint-Nazaire-des-Gardies é uma comuna francesa na região administrativa de Occitânia, no departamento de Gard. Estende-se por uma área de 11,29 km². Em 2010 a comuna tinha 87 habitantes (densidade: 7,7 hab./km²).